# Semiologia (tradycja intelektualna)
Semiologia (czasem także semiotyka) – tradycja intelektualno-badawcza na pograniczu filozofii, językoznawstwa, logiki, teorii informacji i humanistyki, w której głównym przedmiotem zainteresowań jest znak, jego własności i funkcje. W odróżnieniu od semiotyki logicznej, wywodzącej się od Peirce’a, Wittgensteina i Carnapa, semiologia nie jest jasno określoną dyscypliną naukową ani akademicką. Badania semiologiczne rozwinęły się późno i do dziś ich zakres nie jest dokładnie ustalony.
Początkiem intelektualnej tradycji semiologii jest Kurs językoznawstwa ogólnego Ferdinanda de Saussure’a, który w swym dziele postulował utworzenie nowej nauki (semiologii), której ośrodkiem zainteresowania miał stać się znak. Miał on być ujęty w tej nauce przede wszystkim w kontekście swojego funkcjonowania społecznego, a semiologia miała stać się podstawą odnowionego językoznawstwa jako nauki o znakach językowych oraz częścią ogólnej nauki o wszystkich znakach. Tak rozumiana semiologia rozpowszechniła się w humanistyce drugiej połowy XX w. za sprawą ściśle inspirującego się dziełem de Saussure’a strukturalizmu.
Zasadnicze założenia semiologii ukształtowały się pod wpływem rozwoju strukturalistycznej semantyki językoznawczej. Semiologowie uznają, że by znak mógł funkcjonować, musi on być osadzony w zbudowanym analogicznie do systemu językowego systemie znaków zwanym kodem. Kod prócz zasobu znaków (słownika) zawiera także zestaw kategorii formalnych umożliwiających grupowanie elementów słownika w klasy pozostające między sobą w określonych relacjach (gramatykę) oraz zestaw reguł, umożliwiających konstrukcję z elementów słownika złożonych komunikatów (składnię).
Semiolodzy dzielą relacje między znakami na paradygmatyczne, tj. relacje między znakami w systemie językowym, oraz syntagmatyczne, tj. relacje między znakami w określonej, konkretnej wypowiedzi. W samych znakach semiologia wyróżnia plan wyrażania (signifiant – znaczące, zewnętrzną formę dźwiękową i – wtórnie – graficzną znaku) oraz plan treści (signifié – znaczone; paralelną wobec planu wyrażania warstwę znaku konstruującą jego sens). Znaczenie semiologia rozumie jako właściwą dla danego systemu językowego całość, podzielną na elementarne i niepodzielne jednostki sensu.
Fundamentalne dla semiologicznego rozumienia pojęcia znaku jest umieszczanie tzw. zjawisk znakowych w procesie komunikacji, w ich związku z nadawcą i odbiorcą znaku, w powiązaniu z sytuacją nadawcy i odbiorcy, także w kontekście społecznym procesów komunikacyjnych.
Niektórzy semiologowie (np. Pierre Guiraud w dziele Semiologia, przekł. pol. Warszawa 1974) definiują semiologię wąsko – jako naukę o wszystkich systemach znaków, które nie są systemami znaków językowych. Przeważa jednak szerokie rozumienie semiologii – prócz systemów znaków językowych semiologowie zajmują się społecznymi formami komunikowania się, takimi jak ceremonie, obrzędy, ubiór, formy towarzyskie. Szczególne znaczenie zdobyła sobie semiologia jako teoria kodów estetycznych – ukonstytuowała się ona w osobny nurt w badaniach literackich.